# Papkútfürdő
Papkútfürdő (románul Brusturi) falu Romániában, Bihar megyében. Közigazgatásilag Várasfenes községhez tartozik.
Az 1950-es évekig Várasfenes része volt. Az 1956-os népszámláláskor már különálló faluként szerepelt 94 lakossal. 1966-ban 165, 1977-ben 46, 2002-ben 10 lakosa volt.